# Ranunculales
Ranunculales (Dumort., 1829) è un ordine di angiosperme provviste di caratteri primitivi. Il nome di questo taxon deriva dalla famiglia delle Ranunuculaceae, qui inclusa, oltre ad esserne la famiglia più numerosa.

## Tassonomia

### Famiglie
Classificazione APG
La moderna classificazione APG IV (2016) assegna all'ordine le seguenti famiglie:
- Eupteleaceae K.Wilh.
- Papaveraceae Juss.
- Circaeasteraceae Hutch.
- Lardizabalaceae R.Br.
- Menispermaceae Juss.
- Berberidaceae Juss.
- Ranunculaceae Juss.

Sistema Cronquist
Nella tassonomia classica del Sistema Cronquist le Ranunculales si suddividono in otto famiglie:
- Ranunculaceae
- Circaeasteraceae
- Berberidaceae
- Sargentodoxaceae
- Lardizabalaceae
- Menispermaceae
- Coriariaceae
- Sabiaceae

### Filogenesi
La filogenesi dell'ordine Ranunculales si presenta come segue:
|  | Circaeasteraceae |
|  |                  |
|  | Lardizabalaceae  |
|  |                  |

|  | Menispermaceae                                                  |
|  |                                                                 |
|  | \| \| Berberidaceae \| \| \| \| \| \| Ranunculaceae \| \| \| \| |
|  |                                                                 |
|  | Berberidaceae                                                   |
|  |                                                                 |
|  | Ranunculaceae                                                   |
|  |                                                                 |

|  | Berberidaceae |
|  |               |
|  | Ranunculaceae |
|  |               |

|  | Circaeasteraceae |
|  |                  |
|  | Lardizabalaceae  |
|  |                  |

|  | Menispermaceae                                                  |
|  |                                                                 |
|  | \| \| Berberidaceae \| \| \| \| \| \| Ranunculaceae \| \| \| \| |
|  |                                                                 |
|  | Berberidaceae                                                   |
|  |                                                                 |
|  | Ranunculaceae                                                   |
|  |                                                                 |

|  | Berberidaceae |
|  |               |
|  | Ranunculaceae |
|  |               |

|  | Circaeasteraceae |
|  |                  |
|  | Lardizabalaceae  |
|  |                  |

|  | Menispermaceae                                                  |
|  |                                                                 |
|  | \| \| Berberidaceae \| \| \| \| \| \| Ranunculaceae \| \| \| \| |
|  |                                                                 |
|  | Berberidaceae                                                   |
|  |                                                                 |
|  | Ranunculaceae                                                   |
|  |                                                                 |

|  | Berberidaceae |
|  |               |
|  | Ranunculaceae |
|  |               |

|  | Circaeasteraceae |
|  |                  |
|  | Lardizabalaceae  |
|  |                  |

|  | Menispermaceae                                                  |
|  |                                                                 |
|  | \| \| Berberidaceae \| \| \| \| \| \| Ranunculaceae \| \| \| \| |
|  |                                                                 |
|  | Berberidaceae                                                   |
|  |                                                                 |
|  | Ranunculaceae                                                   |
|  |                                                                 |

|  | Berberidaceae |
|  |               |
|  | Ranunculaceae |
|  |               |

|  | Circaeasteraceae |
|  |                  |
|  | Lardizabalaceae  |
|  |                  |

|  | Menispermaceae                                                  |
|  |                                                                 |
|  | \| \| Berberidaceae \| \| \| \| \| \| Ranunculaceae \| \| \| \| |
|  |                                                                 |
|  | Berberidaceae                                                   |
|  |                                                                 |
|  | Ranunculaceae                                                   |
|  |                                                                 |

|  | Berberidaceae |
|  |               |
|  | Ranunculaceae |
|  |               |

|  | Circaeasteraceae |
|  |                  |
|  | Lardizabalaceae  |
|  |                  |

|  | Menispermaceae                                                  |
|  |                                                                 |
|  | \| \| Berberidaceae \| \| \| \| \| \| Ranunculaceae \| \| \| \| |
|  |                                                                 |
|  | Berberidaceae                                                   |
|  |                                                                 |
|  | Ranunculaceae                                                   |
|  |                                                                 |

|  | Berberidaceae |
|  |               |
|  | Ranunculaceae |
|  |               |

|  | Circaeasteraceae |
|  |                  |
|  | Lardizabalaceae  |
|  |                  |

|  | Menispermaceae                                                  |
|  |                                                                 |
|  | \| \| Berberidaceae \| \| \| \| \| \| Ranunculaceae \| \| \| \| |
|  |                                                                 |
|  | Berberidaceae                                                   |
|  |                                                                 |
|  | Ranunculaceae                                                   |
|  |                                                                 |

|  | Berberidaceae |
|  |               |
|  | Ranunculaceae |
|  |               |

|  | Circaeasteraceae |
|  |                  |
|  | Lardizabalaceae  |
|  |                  |

|  | Menispermaceae                                                  |
|  |                                                                 |
|  | \| \| Berberidaceae \| \| \| \| \| \| Ranunculaceae \| \| \| \| |
|  |                                                                 |
|  | Berberidaceae                                                   |
|  |                                                                 |
|  | Ranunculaceae                                                   |
|  |                                                                 |

|  | Berberidaceae |
|  |               |
|  | Ranunculaceae |
|  |               |

|  | Circaeasteraceae |
|  |                  |
|  | Lardizabalaceae  |
|  |                  |

|  | Menispermaceae                                                  |
|  |                                                                 |
|  | \| \| Berberidaceae \| \| \| \| \| \| Ranunculaceae \| \| \| \| |
|  |                                                                 |
|  | Berberidaceae                                                   |
|  |                                                                 |
|  | Ranunculaceae                                                   |
|  |                                                                 |

|  | Berberidaceae |
|  |               |
|  | Ranunculaceae |
|  |               |

|  | Circaeasteraceae |
|  |                  |
|  | Lardizabalaceae  |
|  |                  |

|  | Menispermaceae                                                  |
|  |                                                                 |
|  | \| \| Berberidaceae \| \| \| \| \| \| Ranunculaceae \| \| \| \| |
|  |                                                                 |
|  | Berberidaceae                                                   |
|  |                                                                 |
|  | Ranunculaceae                                                   |
|  |                                                                 |

|  | Berberidaceae |
|  |               |
|  | Ranunculaceae |
|  |               |

|  | Circaeasteraceae |
|  |                  |
|  | Lardizabalaceae  |
|  |                  |

|  | Menispermaceae                                                  |
|  |                                                                 |
|  | \| \| Berberidaceae \| \| \| \| \| \| Ranunculaceae \| \| \| \| |
|  |                                                                 |
|  | Berberidaceae                                                   |
|  |                                                                 |
|  | Ranunculaceae                                                   |
|  |                                                                 |

|  | Berberidaceae |
|  |               |
|  | Ranunculaceae |
|  |               |

|  | Circaeasteraceae |
|  |                  |
|  | Lardizabalaceae  |
|  |                  |

|  | Menispermaceae                                                  |
|  |                                                                 |
|  | \| \| Berberidaceae \| \| \| \| \| \| Ranunculaceae \| \| \| \| |
|  |                                                                 |
|  | Berberidaceae                                                   |
|  |                                                                 |
|  | Ranunculaceae                                                   |
|  |                                                                 |

|  | Berberidaceae |
|  |               |
|  | Ranunculaceae |
|  |               |

|  | Circaeasteraceae |
|  |                  |
|  | Lardizabalaceae  |
|  |                  |

|  | Menispermaceae                                                  |
|  |                                                                 |
|  | \| \| Berberidaceae \| \| \| \| \| \| Ranunculaceae \| \| \| \| |
|  |                                                                 |
|  | Berberidaceae                                                   |
|  |                                                                 |
|  | Ranunculaceae                                                   |
|  |                                                                 |

|  | Berberidaceae |
|  |               |
|  | Ranunculaceae |
|  |               |

|  | Circaeasteraceae |
|  |                  |
|  | Lardizabalaceae  |
|  |                  |

|  | Menispermaceae                                                  |
|  |                                                                 |
|  | \| \| Berberidaceae \| \| \| \| \| \| Ranunculaceae \| \| \| \| |
|  |                                                                 |
|  | Berberidaceae                                                   |
|  |                                                                 |
|  | Ranunculaceae                                                   |
|  |                                                                 |

|  | Berberidaceae |
|  |               |
|  | Ranunculaceae |
|  |               |

|  | Circaeasteraceae |
|  |                  |
|  | Lardizabalaceae  |
|  |                  |

|  | Menispermaceae                                                  |
|  |                                                                 |
|  | \| \| Berberidaceae \| \| \| \| \| \| Ranunculaceae \| \| \| \| |
|  |                                                                 |
|  | Berberidaceae                                                   |
|  |                                                                 |
|  | Ranunculaceae                                                   |
|  |                                                                 |

|  | Berberidaceae |
|  |               |
|  | Ranunculaceae |
|  |               |

|  | Circaeasteraceae |
|  |                  |
|  | Lardizabalaceae  |
|  |                  |

|  | Menispermaceae                                                  |
|  |                                                                 |
|  | \| \| Berberidaceae \| \| \| \| \| \| Ranunculaceae \| \| \| \| |
|  |                                                                 |
|  | Berberidaceae                                                   |
|  |                                                                 |
|  | Ranunculaceae                                                   |
|  |                                                                 |

|  | Berberidaceae |
|  |               |
|  | Ranunculaceae |
|  |               |